# Claudia Solzbacher

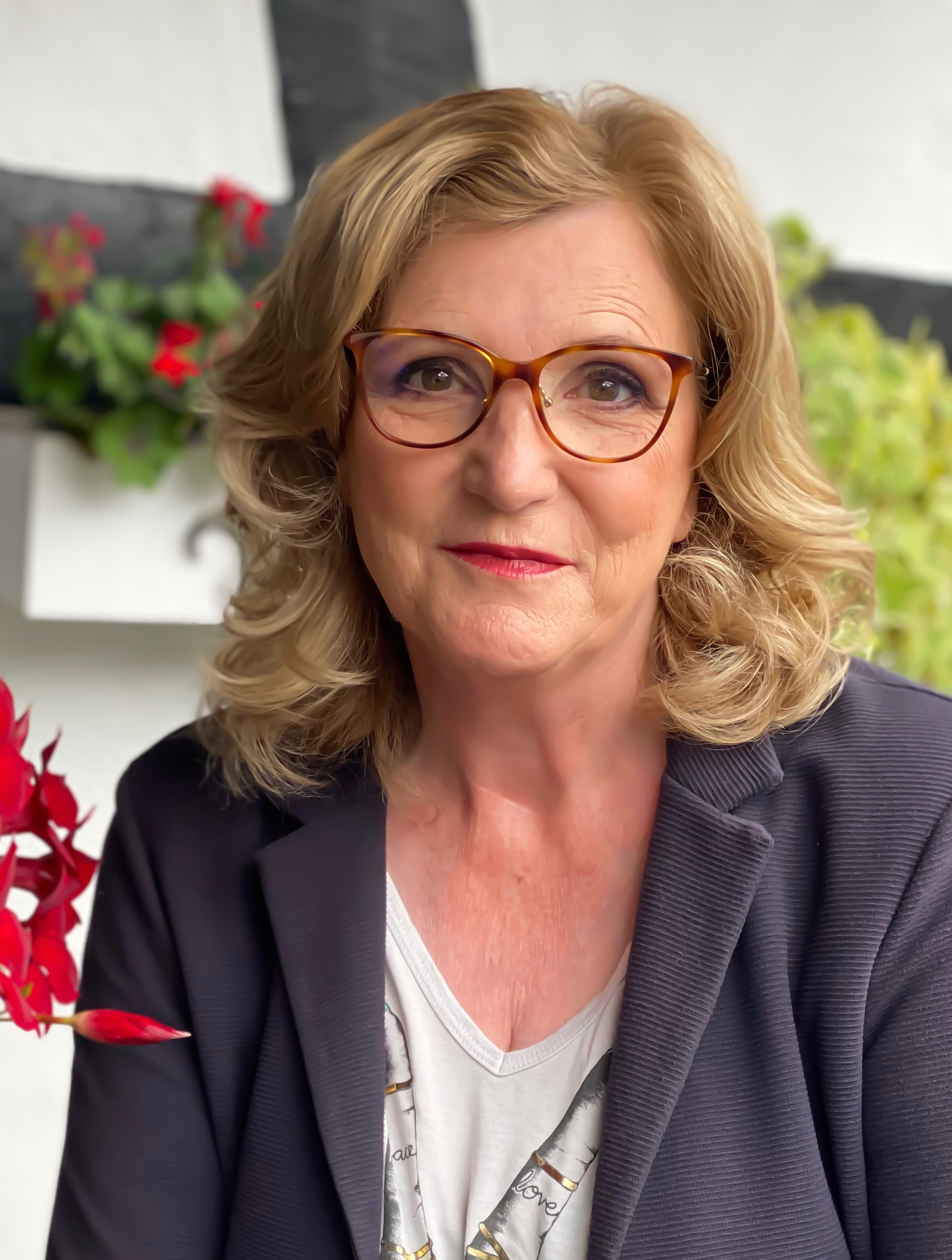
Claudia Solzbacher in Rommersdorf, Bad Honnef (2020)

Claudia Solzbacher (* 11. August 1956 in Bonn-Beuel als Claudia Bünger) ist eine deutsche Erziehungswissenschaftlerin und Hochschullehrerin im Ruhestand an der Universität Osnabrück. 

## Werdegang
Claudia Solzbacher legte 1982 die erste Staatsprüfung für das Lehramt in Germanistik und Philosophie an der Sekundarstufe II an der Universität Bonn ab. Im Jahr 1986 schloss sie ihre Promotion in Erziehungswissenschaft zum Thema „Schulkritik in der Literatur des frühen zwanzigsten Jahrhunderts“ bei Erich E. Geissler und Josef Derbolav an der philosophischen Fakultät der Universität Bonn ab. Ihre Habilitation zum Thema „Politische Bildung im pluralistischen Rechtsstaat“ erfolgte dort 1992.
1993 vertrat Solzbacher den Lehrstuhl einer C4-Professur für Allgemeine Pädagogik am Institut für Erziehungswissenschaft der Universität Bonn, 1993 bis 1994 vertrat sie eine C3-Professur für Schulpädagogik mit dem Schwerpunkt Allgemeine Didaktik (Primar- und Sekundarstufe I) an der Universität Koblenz, 1994 bis 1996 vertrat sie ebenda eine C3-Professur für Grundschulpädagogik und 1996 eine C4-Professur für Allgemeine Pädagogik an der Universität Duisburg.
Von 1997 bis zu ihrer Emeritierung im Oktober 2019 war Solzbacher C4-Professorin und Inhaberin des Lehrstuhls für Schulpädagogik und u. a. geschäftsführende Leiterin des Instituts für Erziehungswissenschaft sowie Mitglied des Hochschulrates der Universität Osnabrück. Zudem war sie von 2008 bis 2016 Gründungsvorstand des Niedersächsischen Instituts für frühkindliche Bildung und Entwicklung (Nifbe) und leitete dort von 2008 bis 2016 die Forschungsstelle Begabungsförderung. Von 2012 bis 2016 war sie Vizepräsidentin des Deutschen Hochschulverbandes. Solzbacher ist u. a. seit 2010 Vorstand des internationalen Centrums für Begabtenförderung (ICBF) der Universität Münster und Mitglied des International Panels of Experts for gifted education (IPEGE) sowie seit 2007 Mitglied des Wissenschaftlichen Beirates und Vertrauensdozentin des Studienkollegs Begabtenförderung für Lehramtsstudierende der Stiftung der deutschen Wirtschaft (sdw). Seit 2018 ist sie Kooperationspartnerin des BMBF-geförderten Forschungs- und Entwicklungsprojekts „Leistung macht Schule“ (LemaS).
Solzbachers Forschungsschwerpunkte liegen im Bereich der Begabungsförderung und individuellen Förderung sowie der Professionsforschung.

## Forschungsprojekte (Auswahl)
- 2015–2019: Projektleitung Schulpädagogik von "HoPe – Hochschulperspektiven für alle". Wege zu einem erfolgreichen Übergang in das Studium für SchülerInnen nicht-akademischer Elternhäuser mit Migrationshintergrund. Gefördert durch das Niedersächsische Ministerium für Wissenschaft und Kultur; Kooperationspartner: ArbeiterKind.de, Institut für Migrationsforschung und interkulturelle > Studien (IMIS), European Network for Educational Support Projects (ENESP)
- 2015–2017 Interdisziplinäres Forschungsprojekt der Fachgebiete Schulpädagogik (Prof. Claudia Solzbacher), Differentielle Psychologie und Persönlichkeitsforschung (Prof. Julius Kuhl) und Bewegungswissenschaft (Prof. Renate Zimmer) zur Erarbeitung eines Fortbildungsprogramm zur Selbstkompetenzförderung von Pädagogischen Fach- und Lehrkräften.
- 2013–2016: Wissenschaftliche Beratung des Projektes "Lernpotenziale. Individuell fördern im Gymnasium" des Ministeriums für Schule und Weiterbildung des Landes NRW sowie der Stiftung Mercator und des Instituts für soziale Arbeit e.V.
- 2012–2015 Interdisziplinäres Forschungsprojekt "Professionelle pädagogische Haltung: Historische, theoretische und empirische Zugänge zu einem viel strapazierten Begriff" zusammen mit dem Lehrstuhl für Differentielle Psychologie und Persönlichkeitsforschung (Prof. Julius Kuhl)
- 2012–2015 Forschungs- und Transferprojekt „(Selbst-)kompetent bilden Kinder nachhaltig stärken“. Ein Projekt der Universität Osnabrück Fachbereich Erziehungswissenschaft in Kooperation mit dem nifbe Forschungsstelle Begabungsförderung und Bewegung, Wahrnehmung und Psychomotorik. Gefördert durch die Friedel & Gisela Bohnenkampstiftung und der der Stiftung Stahlwerk Georgsmarienhütte.
- 2010–2012 und ständig aktualisiert: Entwicklung einer E-Learning Fortbildung für Begabungsförderung gemeinsam für Erzieher und Grundschullehrkräfte „BEB – Bildungsbewegungen von Kinder entdecken und begleiten“ in Kooperation mit der   der nifbe-Forschungsstelle Begabungsförderung und der Karg-Stiftung (zusammen mit  Petra Esser und Simone Welzien).
- 2010–2012: „Bildung braucht Beziehung“. Ein Projekt der Universität Osnabrück Fachbereich Erziehungswissenschaft in Kooperation mit den nifbe Forschungsstellen Begabungsförderung.
- 2009–2011: „Selbst sicher lernen-Selbstkompetenz lernen“. Ein Projekt der Universität Osnabrück Fachbereich Erziehungswissenschaft in Kooperation mit den nifbe Forschungsstellen Begabungsförderung.
- 2007–2008 "Schüler an die Universität: Frühstudium in der Bundesrepublik Deutschland." Empirische Untersuchung an 45 Universitäten und ca. 3000 Schulen zu   Konzepten, Positionen und Gelingens- und Misslingensbedingungen des Frühstudiums. Gefördert von der Deutschen Telekom Stiftung
- 2004: Begabtenförderung durch Netzwerkbildung – empirische Untersuchung an ausgewählten Schulen der niedersächsischen Kooperationsverbünde Hochbegabung
- 2003: Kooperierende Partnerin im BLK-Verbundprojekt „Wissenschaftliche Weiterbildung. Kooperative Lehrerfortbildung“, wissenschaftliche Gesamtprojektleitung Cornelia Gräsel (Universität des Saarlandes)
- 2003: Comenius Forschungsprojekt QiS (Quality in School) in Kooperation mit Schulen und Hochschulen aus Italien, Slowenien Litauen, Dänemark und Finnland
- 1999–2001: Empirisches Forschungsprojekt „Reform der Leistungsbewertung – aktuelle Ansätze zur Bewertung von Schlüsselqualifikationen“

## Mitgliedschaften (Auswahl)
- 2015: Mitglied des Wissenschaftlichen Beirates des AOL Verlags-Klett-Gruppe.
- 2011: Jury „Stadt der kleinen Forscher“ initiiert von der Körber-Stiftung, der Robert Bosch Stiftung sowie der Deutschen Telekom Stiftung.
- 2009: Steuerungsmitglied des Bildungsprojektes „Lernen vor Ort“ (BMBF) des Landkreises Osnabrück.
- 2008–2016: Gründungs- und Vorstandsmitglied des Niedersächsischen Instituts für frühkindliche Bildung und Entwicklung (AN-Institut der Universität Osnabrück).
- 1999: Mitglied des Arbeitskreises „Allgemeinbildendes Schulwesen“ der BDA. Von 1998 bis 2000 stellvertretende Vorsitzende des wissenschaftlichen Beirats des „Landesinstituts für Fortbildung und Weiterbildung im Schulwesen und Medienpädagogik“ des Landes Niedersachsen. Im Jahr 1998 war sie Mitglied des wissenschaftlichen Beirats des „Zentrums zur Erforschung pädagogischer Berufspraxis“ an der Universität Leipzig.
- 2016: Mitglied Expertenbeirat Karg Campus der Karg-Stiftung.

## Schriften (Auswahl)
- Begabungsförderung, Leistungsentwicklung, Bildungsgerechtigkeit – für alle. Beiträge aus der Begabungsforschung. Waxmann, Münster, New York 2020 (hrsg. mit Christian Fischer, Christiane Fischer-Ontrup, Friedhelm Käpnick, Nils Neuber, Nils, Pienie Zwitserlood) 2 Bände.
- Potenzialentwicklung. Begabungsförderung. Bildung der Vielfalt. Beiträge aus der Begabungsforschung. Waxmann, Münster, New York 2017 (hrsg. mit Christian Fischer, Christiane Fischer-Ontrup, Friedhelm Käpnick, Franz-Josef Mönks und Nils Neuber), 2 Bände.
- WERT: Wissen, Erleben,Reflexion, Transfer. Ein Konzept zur Stärkung der professionellen Haltung von pädagogischen Fach- und Lehrkräften. (Selbst-)kompetent bilden – Kinder nachhaltig stärken. Schneider Verlag Hohengehren, Baltmannsweiler 2017 (hrsg. mit Julius Kuhl und Renate Zimmer).
- Individuelle Förderung in der Sekundarstufe I und II. Schneider Verlag Hohengehren, Baltmannsweiler 2008/2016. 5. überarb. Aufl. (hrsg. mit Ingrid Kunze).
- Grundwissen Hochbegabung in der Schule – Theorie und Praxis. Beltz, Weinheim/Basel 2016 (hrsg. mit Birgit Behrensen).
- Begabungsförderung kontrovers? Konzepte im Spiegel der Inklusion. Beltz, Weinheim/Basel 2015 (hrsg. mit Gabriele Weigand, Petra Schreiber).
- Fachdidaktik und individuelle Förderung – Perspektiven auf Unterricht in heterogenen Lerngruppen der Grundschule. Schneider Hohengehren, Baltmannsweiler. 2015 (hrsg. mit Eva Gläser, Birgit Behrensen).
- Ich schaff das schon... Wie Kinder Selbstkompetenz entwickeln können. Herder Verlag, Freiburg/B. 2014 (hrsg. mit Christina Calvert).
- Professionelle pädagogische Haltung. Historische, theoretische und empirische Zugänge zu einem viel strapazierten Begriff. Klinkhardt Verlag, Bad Heilbrunn 2014 (hrsg. mit Christina Schwer).
- SELBST-LERNEN-KÖNNEN: Selbstkompetenzförderung in Theorie und Praxis. Schneider Hohengehren. Baltmannsweiler 2014 (hrsg. mit Miriam Lotze, Meike Sauerhering).
- Individual Promotion in Kindergarten and Primary School. Nifbe Themenheft Nr. 5. Nifbe-Eigenverlag. Osnabrück, 2014 (hrsg. mit Birgit Behrensen).
- Begabungsförderung von der frühen Kindheit bis ins Alter. Lit Verlag, Münster 2014 (hrsg. mit Christian Fischer, Christiane Fischer-Ontrup, Friedhelm Käpnick, Franz-Josef Mönks und Hansjörg Scheerer).
- Ressourcen stärken! Individuelle Förderung als Herausforderung für die Grundschule. Carl Link Verlag, München 2012 (hrsg. mit Susanne Müller-Using und Inga Doll).
- Frühstudium. Schüler an die Universität. Deutsche Telekom Stiftung, Berlin 2010.
- Bildungsnetzwerke und regionale Bildungslandschaften. Ziele und Konzepte, Aufgaben und Prozesse. Verlag Luchterhand, München 2007 (hrsg. mit Dorothea Minderop).
- Qualitätsentwicklung durch Netzwerke. SchulVerwaltung spezial. Zeitschrift für SchulLeitung, SchulAufsicht und SchulKultur. Sonderausgabe 2/2005 (hrsg. mit Dorothea Minderop).
- Hochbegabte in der Schule. Identifikation und Förderung. Lit Verlag, Münster 2002 (hrsg. mit Annette Heinbokel).
- Anpassen, verändern, abschaffen? Schulische Leistungsbewertung in der Diskussion. Klinkhardt Verlag, Bad Heilbrunn 2001 (hrsg. mit Christine Freitag).

## Aufsätze (Auswahl)
- Inklusion und individuelle Förderung – als Zusammenhang akzeptiert, aber in der Praxis eine große Herausforderung für Schulen und Lehrkräfte. In: Falkenreck, Dorothee; Götzl, Nicola; Hollen, Magdalena; Ossowski, Ekkehard (Hrsg.): Inklusion in Theorie und Praxis, Baltmannsweiler 2019, S. 7–23.
- "dass die Kinder sich wohlfühlen in der Schule". Eine Untersuchung über den Zusammenhang von Beziehung, Motivation und Selbstkompetenz in der Grundschule. (mit Birgit Behrensen und Meike Sauerhering) In: Lehren & Lernen 8-9/2017. Gekürzte und aktualisierte Fassung des Artikels "..., dass die Kinder sich wohlfühlen in der Schule." – Zum Zusammenhang von Beziehung, Motivation und Selbstkompetenz im Schulalltag. (mit Birgit Behrensen und Meike Sauerhering) In: Schulpädagogik-heute, 5(9). 2014.
- "Weil beide Seiten profitieren..." – Selbstkompetenzerwerb durch Mentoring. In: Grunau, Janika / Buse, Miriam (Hrsg.): Wege ins Studium für First Generation Students. Theoretische und konzeptionelle Bezüge und projektspezifische Erfahrungen. Eusl-Verlagsgesellschaft. Detmold 2017.
- Inklusive Begabungsförderung und individuelle Förderung: Grundlegungen, Chancen und Herausforderungen einer vielversprechenden Symbiose.(mit Birgit Behrensen) In: Solzbacher, Claudia / Weigand, Gabriele / Schreiber, Petra (Hrsg.): Begabungsförderung kontrovers? Konzepte im Spiegel der Inklusion. Beltz. Weinheim/Basel 2015.
- Individuelle Förderung in der Grundschule. Eine bedeutsame Aufgabe aller Fachdidaktiken. (mit Birgit Behrensen und Eva Gläser) In: Solzbacher, Claudia / Behrensen, Birgit / Gläser, Eva (Hrsg.): Fachdidaktik und individuelle Förderung in der Grundschule – Perspektiven auf Unterricht in heterogenen Lerngruppen. Schneider Hohengehren. Baltmannsweiler 2015.
- Auf dem Weg zur Inklusion. Eine Sekundäranalyse zu Positionen von Grundschullehrkräften. (mit Birgit Behrensen und Caroline Kiso) In: Seidenbiedel, Catrin/Theurer, Caroline/Ziemen, Kerstin (Hrsg.): Grundlagen inklusiver Bildung. Teil 2, Entwicklung zur inklusiven Schule und Konsequenzen für die Lehrerbildung. Schriftenreihe Theorie und Praxis der Schulpädagogik. Band 29. Immenhausen 2015.
- "Bescheidenheit und Festigkeit des Charakters...": Das Konstrukt Lehrerhaltung aus historisch-systematischer Perspektive. (mit Monika Fiegert) In: Schwer, Claudia / Solzbacher, Claudia (Hrsg.): Professionelle pädagogische Haltung. Historische, theoretische und empirische Zugänge zu einem viel strapazierten Begriff. Julius Klinkhardt. Bad Heilbrunn 2014.
- Professionelle pädagogische Haltung: Persönlichkeitspsychologische Grundlagen. (mit Julius Kuhl) In: Schwer, Claudia / Solzbacher, Claudia (Hrsg.): Professionelle pädagogische Haltung. Historische, theoretische und empirische Zugänge zu einem viel strapazierten Begriff. Julius Klinkhardt. Bad Heilbrunn 2014.
- BEB – Bildungsbewegungen von Kindern entdecken und begleiten. Ein E-Learning Programm für pädagogische Fachkräfte im Bereich der Elementar- und Primarpädagogik. (mit Simone Welzien) Frühe Bildung, 3(1). 2014
- Die Bedeutung von Selbstkompetenz für eine professionelle pädagogische Haltung. (mit Julius Kuhl und Christina Schwer) In: Solzbacher, Claudia/Lotze, Miriam/Sauerhering, Meike (Hrsg.): SELBST-LERNEN-KÖNNEN: Selbstkompetenzförderung in Theorie und Praxis. Schneider-Hohengehren. Baltmannsweiler 2014.
- Ich schaff das schon, ich schaff das schon... Grundlagen von Selbstkompetenzförderung in Theorie und Praxis. (mit Kristina Clavert) In: Solzbacher, Claudia / Calvert, Kristina (Hrsg.): Ich schaff das schon... Wie Kinder Selbstkompetenz entwickeln können. Herder. Freiburg im Breisgau 2014.
- Jedem Kind gerecht werden: Zum Zusammenhang von individuelle Förderung und Inklusion in Grundschule und Kita. In: Hunger, Ina / Zimmer, Renate: Inklusion bewegt. Herausforderungen für frühkindliche Bildung. Hofman. Schorndorf 2014.
- "..., dass die Kinder sich wohlfühlen in der Schule" – Zum Zusammenhang von Beziehung, Motivation und Selbstkompetenz im Schulalltag. (mit Birgit Behrensen und Meike Sauerhering) In: Schulpädagogik-heute, 5(9). 2014.